# 8639 Vonšovský
A 8639 Vonšovský (ideiglenes jelöléssel (8639) 1986 VB1) a Naprendszer kisbolygóövében található aszteroida. Antonín Mrkos fedezte fel 1986. november 3-án.